# Paul Lehmann (Theologe)
Paul Louis Lehmann (* 10. September 1906 in Baltimore, Maryland; † 27. Februar 1994 in New York City) war ein US-amerikanischer evangelischer Theologe, Hochschullehrer für Theologie und Ethik und Autor. Sein bekanntestes Buch Ethics in a Christian Context kam erstmals 1963 heraus.

## Leben
Lehmann war ein Sohn des eingewanderten deutschstämmigen Pastors und Präsidenten des Elmhurst College Timothy Lehmann. Er studierte an der Ohio State University und am Union Theological Seminary in New York, wo vor allem Reinhold Niebuhr sein bedeutendster Lehrer war. Nach kurzem pfarramtlichen Dienst in der St. Paul’s Evangelical and Reformed Church in Garwood (New Jersey) erhielt er 1930 eine Assistenzprofessur am Union Theological Seminary. Hier schloss er enge Freundschaft mit dem gleichaltrigen deutschen Theologen Dietrich Bonhoeffer, der ein Auslandsjahr an diesem Seminar absolvierte.
Lehmann ging 1932/33 selbst für ein Auslandsstudium an die Universitäten Zürich und Bonn, wo ihn vor allem der reformierte Schweizer Theologe Karl Barth prägte. Nach der Rückkehr wurde er Assistenzprofessor und 1936 (nach der Promotion am Union Theological Seminary) Professor am Elmhurst College in Illinois. Weitere Stationen waren das Eden Theological Seminary in Missouri und das Wellesley College in Massachusetts. 1947 erhielt er eine Professur für Theologische Ethik am Princeton Theological Seminary der Princeton University. Von dort wechselte er 1956 an die Harvard University auf den Lehrstuhl Florence Corliss Lamont Professor of Divinity. Von 1963 bis zur Emeritierung 1974 lehrte er wieder Systematische Theologie am Union Theological Seminary.
Er lebte zuletzt in Manhattan und starb am 27. Februar 1994 nach kurzer Krankheit im Hospital-Cornell Medical Center.
Seine Werke waren vor allem ethischen Fragen gewidmet, mit Schwerpunkten bei der politischen Ethik, den Menschenrechten, der Friedensethik und der Theologie der Revolution.
1951 wurde er Vorsitzender des Emergency Civil Liberties Committee, eines Komitees bestehend aus 150 Verantwortlichen aus Kirchen, Bildung und Geschäftswelt, das sich gegen die antikommunistische Nachkriegspolitik der McCarthy-Ära richtete.

## Ehrungen
Die Universität Tübingen verlieh ihm 1971 die Ehrendoktorwürde.

## Schriften (Auswahl)
- A critical comparison of the doctrine of justification in the theologies of Albrecht Ritschl and Karl Barth. Diss. 1936.
- Forgiveness. Decisive Issue in Protestant Thought. New York: Harper and Brothers, 1940.
- Ideologie und Inkarnation : ein gegenwärtiges ökumenisches Risiko. Genf : John Knox Haus, 1962.
- Ethics in a Christian Context. Harper & Row, New York 1963, neu aufgelegt 1979.
  - Ethik als Antwort – Methodik einer Koinonia-Ethik. Chr. Kaiser, München 1966.
- Politik der Nachfolge. In: Evangelische Theologie 32 (1972), S. 560–579.
- Schwarze Theologie und „christliche“ Theologie. In: Evangelische Theologie 34 (1974), S. 34–43.
- The transfiguration of politics. Jesus Christ and the question of revolution. Harper & Row, New York 1975
  - Christologie und Politik. Eine theologische Hermeneutik der Politik, Vandenhoeck und Ruprecht, Göttingen 1987.
- The Decalogue and a Human Future: The Meaning of the Commandments for Making & Keeping Human Life Human. Eerdmans, Grand Rapids 1994.
- Sollen wir die Gebote „halten“? In: Michael Beintker (Hrsg.): Rechtfertigung und Erfahrung. Für Gerhard Sauter zum 60. Geburtstag. Chr. Kaiser, München 1995.